# Vigna unguiculata
Il fagiolo dall'occhio o fagiolo con l'occhio o dolico dall'occhio nero (Vigna unguiculata (L.) Walp.) è una pianta della famiglia delle Fabaceae (o Leguminose).

## Storia

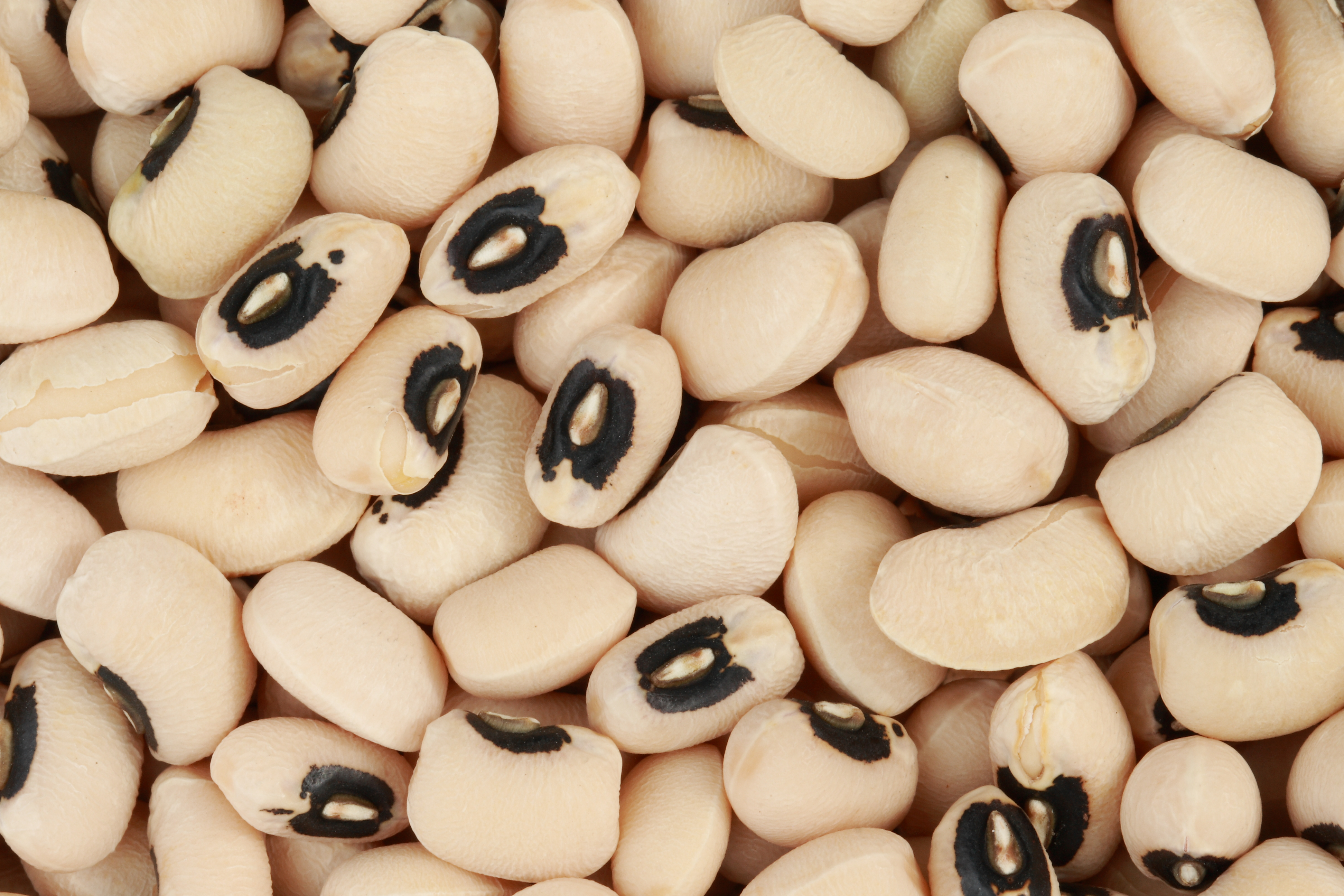
Fagioli dall'occhio

Vigna unguiculata è originaria dell'Africa, dove possiamo distinguere forme selvatiche perenni (sottosp. stenophylla (Harv.) Maréchal, Mascherpa & Stainier) a sud e est, e forme selvatiche annuali (sottosp. dekindtiana (Harms) Verdcourt) diffuse in tutta l'Africa subsahariana, incluso il Madagascar.
Le forme coltivate, che sarebbero derivate dalle forme selvatiche annuali, sarebbero apparse in Africa occidentale già nel 2000 a. C. sia come coltura foraggera (gruppo Unguiculata) sia come pianta tessile (gruppo Textilis). Si sarebbero diffusi intorno al 1500-1000 a.C. in India, dove sarebbe apparso il gruppo Cylindrica e in Cina dove sarebbe stato selezionato il gruppo Sesquipedalis. In Europa, le sue forme coltivate sono note almeno dal 300 a.C. ed erano ben conosciute da Greci e Romani.
Durante il Medioevo questi fagioli costituivano una delle principali fonti di proteine delle classi povere. La specie rientra tra quelle raccomandate da Carlo Magno nel Capitulare de villis.
Dopo la scoperta del Nuovo Mondo, con l'arrivo in Europa del fagiolo comune, la coltivazione dei fagioli dall'occhio ha perso d'importanza; ai giorni nostri in Italia sopravvive solo in alcune zone di Calabria, Piemonte, Puglia, Toscana e Veneto.

## Descrizione
È una pianta erbacea che raggiunge un'altezza di circa 50–70 cm. 
L'apparato radicale è a fittone, con radici secondarie che presentano le caratteristiche nodosità delle leguminose, dovute alla presenza dei batteri azotofissatori (Rhizobium leguminosarum).

I fiori, di colore bianco rosato, si aprono nelle prime ore del mattino e si chiudono a metà giornata.
Le foglie, composte trifogliate, sono di colore verde lucido.
I legumi, di forma cilindrica, sono lunghi 15–25 cm, di colore verde, talora con striature violette; i semi sono di colore bianco con una caratteristica macchia di colore scuro («occhio»), in corrispondenza del punto di inserzione sul baccello.

## Produzione
| I maggiori produttori di fagiolo dall'occhio nel 2018 | I maggiori produttori di fagiolo dall'occhio nel 2018 |
| Paese                                                 | Produzione (tonnellate)                               |
| ----------------------------------------------------- | ----------------------------------------------------- |
| Nigeria                                               | 2.606.912                                             |
| Niger                                                 | 2.376.727                                             |
| Burkina Faso                                          | 630.965                                               |
| Ghana                                                 | 215.350                                               |
| Tanzania                                              | 202.865                                               |
| Camerun                                               | 185.832                                               |
| Kenya                                                 | 179.399                                               |
| Mali                                                  | 157.739                                               |
| Birmania                                              | 136.411                                               |
| Sudan                                                 | 104.667                                               |

È il principale legume a scopo alimentare nell'Africa tropicale e fornisce una fonte economica di proteine di alta qualità. La Nigeria è il più grande produttore mondiale di fagioli dall'occhio. Per quanto riguarda le partite di fagioli asparago (Vigna unguiculata ssp. sesquipedalis, Vigna unguiculata ssp. unguiculata) provenienti dall’India, le informazioni relative ai controlli ufficiali effettuati dagli Stati membri dell'Unione Europea evidenziano la comparsa di rischi per la salute umana, dovuti alla possibile contaminazione da residui di antiparassitari.